# 河合恒治
河合 恒治（かわい つねはる、1911年1月31日 - 2005年9月17日）は、日本の歌人。

## 経歴
愛知県豊橋市出身。海軍兵学校卒。1943年、徳島県那賀郡羽ノ浦町（現・阿南市羽ノ浦）に移り住む。海軍軍人としての戦争体験から、海を重要な題材として詠み続けた。第一歌集『艦砲射撃』の序文は平出英夫と井上司朗が寄せている。1964年に歌誌「四国水甕」を創刊。1994年に徳島ペンクラブ5代目会長に就任。2000年に第26回徳島県文化賞受賞。

## 著書

### 単著
- 『歌集 艦砲射撃』詩と歌謡の社、1943年。
- 『歌集 透視図』短歌雑誌社、1955年。
- 『曇り日の橋』水甕社、1967年。
- 『河合恒治自選百首』河合恒治歌碑建設委員会、1975年。
- 『歌集 海霊』短歌研究社〈水甕叢書 第375篇〉、1980年。
- 『戦後の短歌 鑑賞と意見』水甕社〈水甕叢書 第397篇〉、1981年。
- 『河合恒治歌集 仮死時間』短歌研究社〈水甕叢書 第486篇〉、1987年。
- 『河合恒治歌集 炎の季節』芸風書院〈日本現代歌人叢書 第95集〉、1988年。
- 『歌集 斜光の海』短歌研究社、1992年。
- 『短歌、マクロとミクロ』不識書院〈水甕叢書 第572篇〉、1992年。
- 『河合恒治歌集 斜光の海』短歌研究社〈水甕叢書 第580篇〉、1992年。

### 編著
- 『河合薫夢果遺歌集』薫夢山房、1966年。
- 『現代四国歌人総鑑』日本歌人クラブ四国地区事務局、1968年。
- 『篠塚良昭遺歌遺稿集 走り火』水甕社〈水甕叢書 第415篇〉、1982年。
- 『合同歌集 藍時雨』四国水甕集会、1989年。
- 『随感 水は流るる わが短歌人生』水甕社〈水甕叢書 第695編〉、1999年。

### 関連書
- 四国水甕編集部編 編『河合恒治追悼集 星はきらめく』四国水甕集会、2006年。